# James Gosling
Pour les articles homonymes, voir Gosling.
James Gosling (né le 19 mai 1955 près de Calgary en Alberta au Canada) est un informaticien canadien. Il est surtout connu comme le concepteur du langage de programmation Java.

## Biographie
Après un B.Sc en informatique en 1977 à l'université de Calgary, il obtient son Ph.D en informatique théorique en 1983 à l'université Carnegie-Mellon aux États-Unis. Sa thèse porte sur la « manipulation algébrique des contraintes ».
Il est le concepteur du langage de programmation Java en 1994 et du système de fenêtrage NeWS. Il a créé l'architecture initiale du langage Java et implémenté son compilateur original et sa première machine virtuelle. Il est également l'auteur de Gosling Emacs, la première version d'Emacs pour système Unix.
Employé de Sun Microsystems depuis 1984, il a remis sa démission le 2 avril 2010, à la suite du rachat de Sun par Oracle Corporation. Il a indiqué vouloir prendre de longues vacances avant de chercher un autre poste. En mars 2011, il est engagé par Google, qu'il quitte en août de la même année pour intégrer Liquid Robotics.

## Distinctions
James Gosling a été fait officier de l'ordre du Canada en 2007.

## Publications
- (en) Ken Arnold, James Gosling et David Holmes, The Java Programming Language, Fourth Edition, Addison-Wesley Professional, 2005,  (ISBN 0-321-34980-6)
- (en) James Gosling, Bill Joy, Guy L. Steele Jr. et Gilad Bracha, The Java Language Specification, Third Edition, Addison-Wesley Professional, 2005,  (ISBN 0-321-24678-0)
- (en) Ken Arnold, James Gosling et David Holmes, The Java Programming Language, Third Edition, Addison-Wesley Professional, 2000,  (ISBN 0-201-70433-1)
- (en) James Gosling, Bill Joy, Guy L. Steele Jr. et Gilad Bracha, The Java Language Specification, Second Edition, Addison-Wesley, 2000,  (ISBN 0-201-31008-2)
- (en) Gregory Bollella (dir.), Benjamin Brosgol, James Gosling, Peter Dibble, Steve Furr, David Hardin et Mark Turnbull, The Real-Time Specification for Java, Addison Wesley Longman, 2000,  (ISBN 0-201-70323-8)
- (en) Ken Arnold et James Gosling, The Java programming language Second Edition, Addison-Wesley, 1997,  (ISBN 0-201-31006-6)
- (en) Ken Arnold et James Gosling, The Java programming language, Addison-Wesley, 1996,  (ISBN 0-201-63455-4)
- (en) James Gosling, Bill Joy et Guy L. Steele Jr., The Java Language Specification, Addison Wesley Publishing Company, 1996,  (ISBN 0-201-63451-1)
- (en) James Gosling, Frank Yellin et The Java Team, The Java Application Programming Interface, Volume 2: Window Toolkit and Applets, Addison-Wesley, 1996,  (ISBN 0-201-63459-7)
- (en) James Gosling, Frank Yellin et The Java Team, The Java Application Programming Interface, Volume 1: Core Packages, Addison-Wesley, 1996,  (ISBN 0-201-63453-8)
- (en) James Gosling et Henry McGilton, The Java language Environment: A white paper, Sun Microsystems, 1996
- (en) James Gosling, David S. H. Rosenthal et Michelle J. Arden, The NeWS Book : An Introduction to the Network/Extensible Window System (Sun Technical Reference Library), Springer, 1989,  (ISBN 0-387-96915-2)